# Cronache di Kazan'

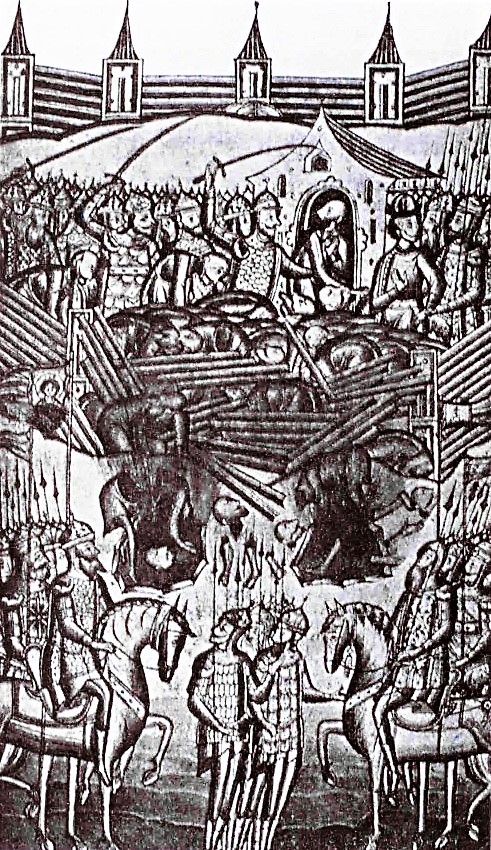
La presa di Kazan' in un disegno del XVII secolo

Le Cronache di Kazan' (in russo Казанская летопись?) o Storia del Khanato di Kazan' (in russo: История Казанского Царства) è un documento scritto tra il 1560 e il 1565 da un cronista moscovita. 
Il cronista si presenta come un Russo che fu tenuto prigioniero per 20 anni a Kazan', fino a quando Ivan il Terribile conquistò Kazan' nel 1552.
In alcune fonti, il suo nome è riportato come Ioann Glazaty (Giovanni Occhi Grandi).
Mentre era prigioniero, l'autore si convertì all'Islam, cosa che gli diede una sostanziale libertà di esplorare i costumi locali.
Le Cronache riportano gli eventi che vanno dalla formazione del Khanato di Kazan', nella prima metà del XV secolo, fino alla sua annessione alla Russia del 1552.
L'autenticità degli eventi, in particolare di quelli accaduti prima della data in cui il cronista giunse a Kazan', è dubbia. 
Le Cronache contengono numerosi errori e sembra che vi siano invenzioni complete mescolate a dati storici genuini.
Il documento fu pubblicato a stampa per la prima volta a San Pietroburgo nel 1790.